# Madách Musical Pályázat
A Madách Musical Pályázat a budapesti Madách Színház által szervezett musicalíró pályázat, amelyben a színpadon még nem bemutatott magyar nyelvű musicalekkel lehet jelentkezni. A díjnyertes darab garantált bemutatót kap a következő színházi évadban a Madách Színház Stúdiószínpadán (illetve ha a mű értékei ezt indokolják, a Madách Színház Nagyszínpadán). Emellett ha több musicalt is sikergyanúsnak ítél a zsűri, úgy több darab is kaphat színpadi bemutatót.
Eddig négy alkalommal került kiírásra.

## A pályázat menete
A pályázni első körben öt dallal és egy jelenet valamint a szinopsis megírásával lehetett. A továbbjutott darabokból a második körben egy részletet kellett előadni. Az utolsó fordulóban pedig a döntőbe került darabokból 30 perces koncertszerű bemutatók (ún. keresztmetszetek) készültek, melyekhez a Madách Színház biztosított előadókat és technikai segítséget.

## I. Madách Musical Pályázat (2010)
A zsűri tagjai: Szirtes Tamás színházi rendező és a Madách Színház igazgatója, Kocsák Tibor zeneszerző, Malek Andrea színművész, Müller Péter író és Tihanyi Ákos koreográfus
Döntős pályaművek
| Helyezés | Musical címe                                             | Szerzők                                     | Történet |
| -------- | -------------------------------------------------------- | ------------------------------------------- | --- |
| 1.       | Csoportterápia                                           | Bolba Tamás, Galambos Attila és Szente Vajk | Mai történet. Mai figurák, helyzetek, humorral telt dialógusok, remek mai dalok - hat emberről, akik egy lerobbant művelődési házban csoportterápiára gyülekeznek |
| 2.       | A fabáb                                                  | Fűri Anna, Kiss Judit Ágnes és Gryllus Samu | Carlo Collodi meséje alapján. A musicaben a bábok várják, hogy megszülessen valaki, aki majd emberré változtatja őket. |
| 3.       | Macskadémon                                              | Bella Máté és Karafiáth Orsolya             | Horror vígmusical - humorral teli zenével, és dalszövegekkel. A fiatal lány, Orsi kivesz egy lakást olyan házban, ahol macskadémon kísért. Ettől valamennyi lakóval rossz történik és a rossz tulajdonságaik erősödnek föl... De végül - a műfaj szabályai szerint - minden jóra fordul. |
| 4-7.     | Csók                                                     | Faltay Csaba, Orosz Dénes és Gebora György  | Humoros, érzelemdús lélektani krimi remek zenével a cinkotai rémről, akit elhagyott a felesége, ezért sorozatgyilkossá vált. |
| 4-7.     | A púpos                                                  | Vizeli Csaba és Másik Lehel                 | Paul Féval azonos című regényének adaptációja. |
| 4-7.     | Én, József Attila (korábbi cím: Attila - Tiszta szívvel) | Vizy Márton és Tóth Dávid Ágoston           | József Attila élete misztériumjátékszerűen, a rombolás és az építés angyalának kíséretében |
| 4-7.     | Kirké                                                    | Lázár Zsigmond és Szabó T. Anna             | Idő: Budapest, 1939. A történet beágyazódik a '39-es Budapest éjszakai életébe. |
| Forrás:  |                                                          |                                             | |

Megjegyzések
- A Bella Máté–Karafiáth Orsolya: Macskadémon később elkészítésre és bemutatásra került többek között a Gyulai Várszínházban, a Szentendrei Teátrumban és a Kálmán Imre Teátrumban is.[4]
- A Másik Lehel–Vizeli Csaba: A púpos később elkészítésre és bemutatásra került a komáromi Magyarock Dalszínház társulatával.[5]
- A Vizy Márton–Tóth Dávid Ágoston: Én, József Attila musical később elkészítésre és bemutatásra került a Madách Színházban.[6]

## II. Madách Musical Pályázat (2012)
A zsűri tagjai: Malek Andrea színésznő, Kocsák Tibor zeneszerző, Müller Péter író, Tihanyi Ákos koreográfus és Szirtes Tamás rendező és a zsűri elnöke,
Döntős pályaművek
| Musical címe          | Szerzők                                        | Történet |
| --------------------- | ---------------------------------------------- | --- |
| Aranyborjú            | Horváth Péter, Fekete György és Gerendás Péter | Ilf és Petrov azonos című regénye alapján készült musical. A történet szerint Osztap Bender milliomos akar lenni a 30-as évek Szovjetuniójában, és e cél érdekében mindent megtesz, ami csak kitelik egy magafajta csavaros eszű, ellenállhatatlan kalandortól. |
| Dögkeselyű            | Fekete György és Munkácsi Miklós               | András Ferenc 1982-es azonos című filmjének mába helyezett zenés változata. A mű a középpontjában az elvei mellett a végsőkig, akár a pusztulásig is kitartó, harcát egyre magányosabban folytató Simon Józseffel, a diplomás taxisofőrrel.                     |
| Anzelm és a kígyólány | Kiss Judit Ágnes és Fűri Anna                  | E. T. A. Hoffmann: Az aranyvirágcserép regénye nyomán |
| Metis                 | Tóth Tamás                                     | Van benne kémtörténet, környezetvédelem, anarchizmus, szerelem. A nagy politikától a kisemberek gondjain keresztül, a fiatalok lázadásáig. |
| Forrás:               |                                                | |

## III. Madách Musical Pályázat (2020)
A zsűri tagjai: Kocsák Tibor zeneszerző-zenei vezető, Müller Péter író, Szente Vajk színész-rendező, Tihanyi Ákos koreográfus és Szirtes Tamás rendező, a zsűri elnöke,
Döntős pályaművek
| Musical címe             | Szerzők                                       | Történet |
| ------------------------ | --------------------------------------------- | --- |
| Kazinczy - a tizenötödik | Derzsi György és Meskó Zsolt                  | Az aradi börtönben az ifjú Kazinczy visszapergeti az élete eseményeit, aki nehéz családi örökséggel, Kazinczy Ferenc és Török Szofi fiaként, szívében pedig egy beteljesületlen szerelemmel, az 1848-1849 dicsőséges hónapjaiban végre megtalálni véli a helyét. |
| Hegyikristály            | Olgyay Gábor, Kövessy Róbert és Széll Szilvia | Mese egy országról, egy szerelmes párról, egy nap története, hajnaltól késő éjszakáig. Három szinten, három helyszínen: a folyón, a városban és a hegyen. A jók és a rosszak küzdelme.                                                                           |
| A tegnap holnapja        | Egressy Zoltán és Szitha Miklós               | Az alapötlet Egressy régebbi vígjátékára (Időutazás) épül. A történet egyszerre humoros és elgondolkodtató időutazás a Rákosi-korszakban, azzal az örökzöld kérdéssel: „Mi lett volna, ha…?”                                                                     |
| Shakespeare Zrt.         | Hegyi György és Tóth Péter                    | Egy fiktív történet arról, hogy Shakespeare drámáit többen írták, egy közös vállalkozás, Zrt keretében. |
| Forrás:                  |                                               | |

## IV. Madách Musical Pályázat (2025)
A beérkező pályaműveket szakmai bizottság bírálja el, melynek tagjai: Balatoni Monika dramaturg-rendező, Kocsák Tibor zeneszerző és a Madách Színház zenei vezetője, Müller Péter író, Szirtes Tamás rendező és a Madách Színház igazgatója valamint Tihanyi Ákos koreográfus.